# Palazzo Levi
Palazzo Levi, o palazzo della Fondiara Assicurazioni, è un edificio civile del centro storico di Firenze, situato in piazza della Repubblica 6, angolo via de' Brunelleschi, via de' Tosinghi e via Roma. Il palazzo sorge sul sito dell'antico Ghetto ebraico di Firenze.

## Storia e descrizione

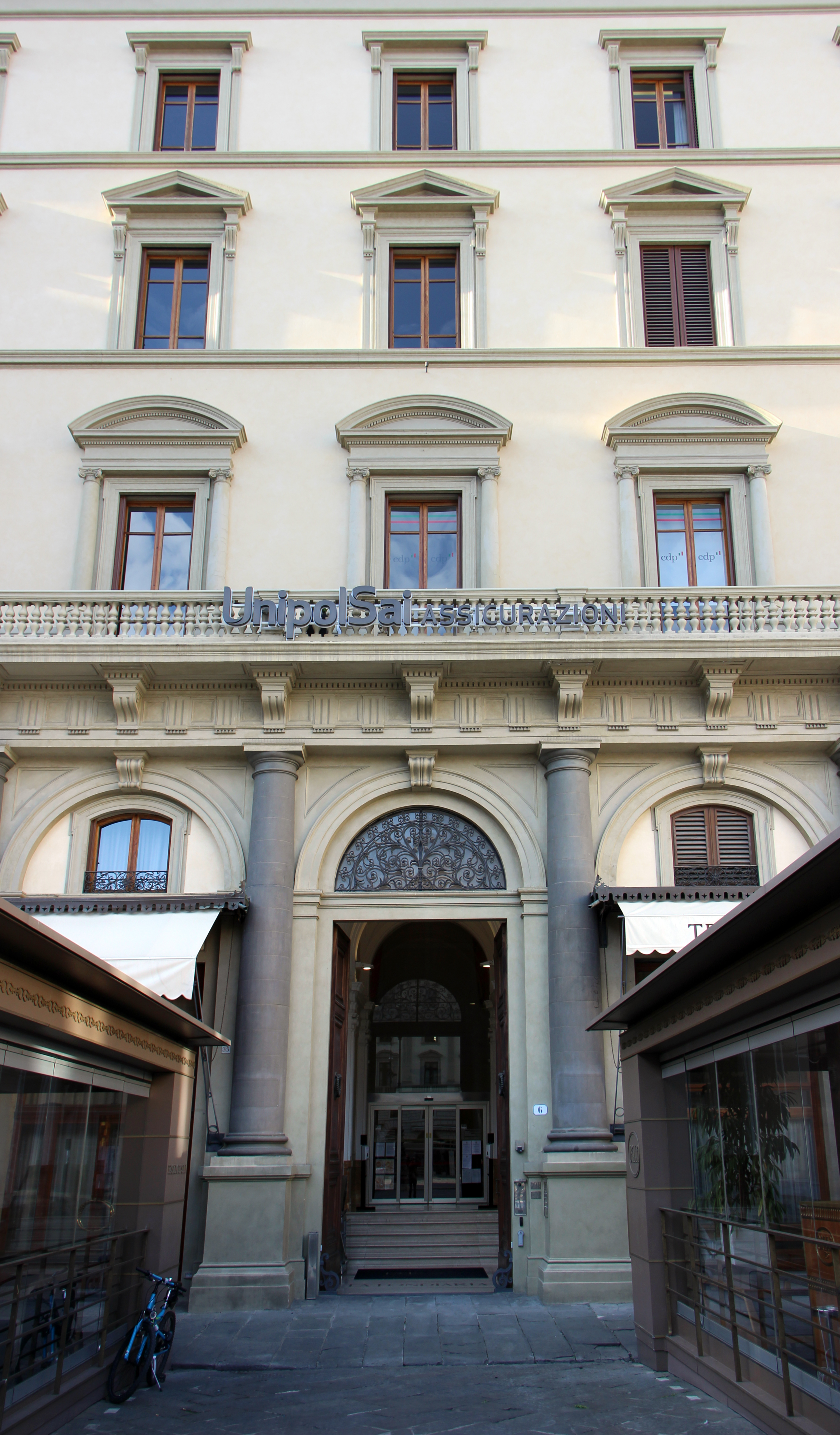
Portale principale

Si tratta di un edificio in stile neorinascimentale, eretto tra il 1890 e il 1893 (e dallo stesso anno sede della Fondiaria Assicurazioni) su progetto dell'architetto Giuseppe Boccini e commissione dei fratelli Ottavio ed Enrico Levi figli di Salvatore che, proprietari di una parte delle case del Ghetto che precedentemente qui insisteva, avevano investito nell'impresa per rivendere non ancora conclusi i lavori l'esteso palazzo. 
Di notevoli dimensioni, tanto da determinare un intero isolato, presenta sulla piazza un fronte organizzato su quattro piani, con un lungo balcone al piano nobile ad abbracciare cinque degli undici assi complessivi, secondo modalità simili a quelle proprie dell'altro edificio che chiude la piazza dal lato opposto (palazzo delle Giubbe Rosse), oggi forse meno appariscente di questo sia per originarie caratteristiche di progetto, sia per via di una tinteggiatura differenziata che fraziona il fronte in tre distinte porzioni. Nel nostro caso, viceversa, tra l'agosto 2005 e il giugno 2008 l'edificio è stato interessato da importanti lavori condotti dalla SIRE Costruzioni su commissione di Fondiaria SAI Spa, che hanno consentito di restituire la dimensione di decoro e solidità borghese che gli è propria, con il restauro dei paramenti esterni e delle coperture. Tali interventi hanno successivamente riguardato la ristrutturazione globale e il riordino distributivo e funzionale degli spazi interni (più di 6 000 metri quadri) su progetto dell'architetto Massimo Pierattelli (2011). 
Nel palazzo, al terreno, hanno sede i due caffè storici Paszkowski e Gilli. Negli ulteriori ambienti del palazzo, tra gli altri, trovano spazio gli uffici dell'Amministrazione Autonoma dei Monopoli di Stato, il Consolato del Principato di Monaco, gli appartamenti di Domux Home. Sul fondo dell'androne a cui si accede da piazza della Repubblica è una lapide incorniciata in bronzo in ricordo dei dipendenti della Fondiaria periti nelle guerre 1915-18 e 1940-45. 
| ONORE A QVANTI CADDERO NEL NOME D'ITALIA LA FONDIARIA RICORDA I SVOI FEDERICO ANTONVCCI · LVIGI BINAZZI ENZO CAPORALE · SERGIO COMPARINI GIVLIO GRIFONI · OTTORINO ORDI ALBERTO SANI · GIOVANNI VLIVIERI GUERRE 1915 · 1918 E 1940 · 1945 |

L'angolo tra piazza della Repubblica e via Roma è talvolta citato come canto de' Dadaioli, in ricordo della situazione precedente alla distruzione del Mercato Vecchio che evidentemente, in antico, doveva vedere concentrate in questa zona le bische, soprattutto nel Ghetto.

## Bibliografia

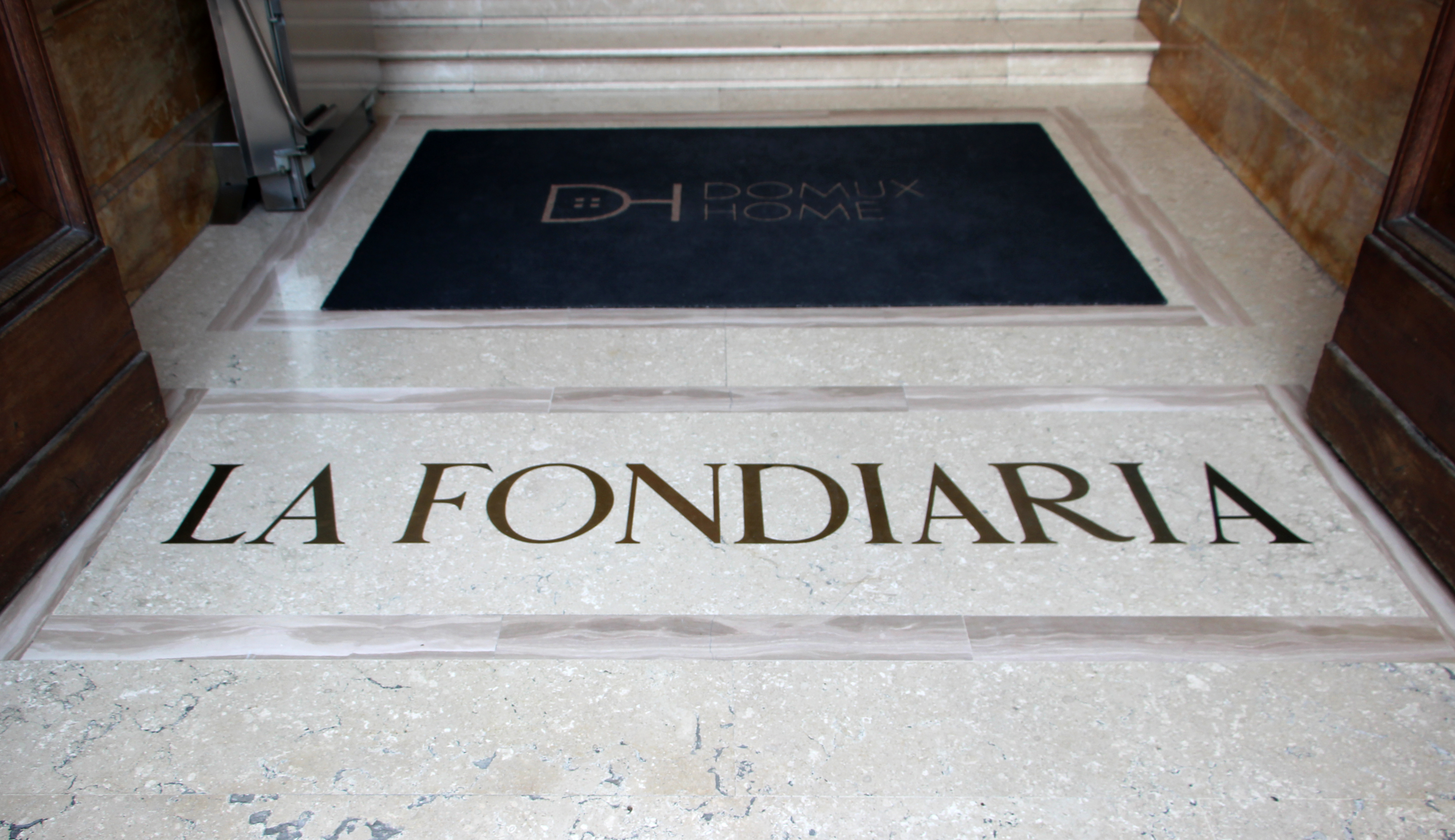
La soglia

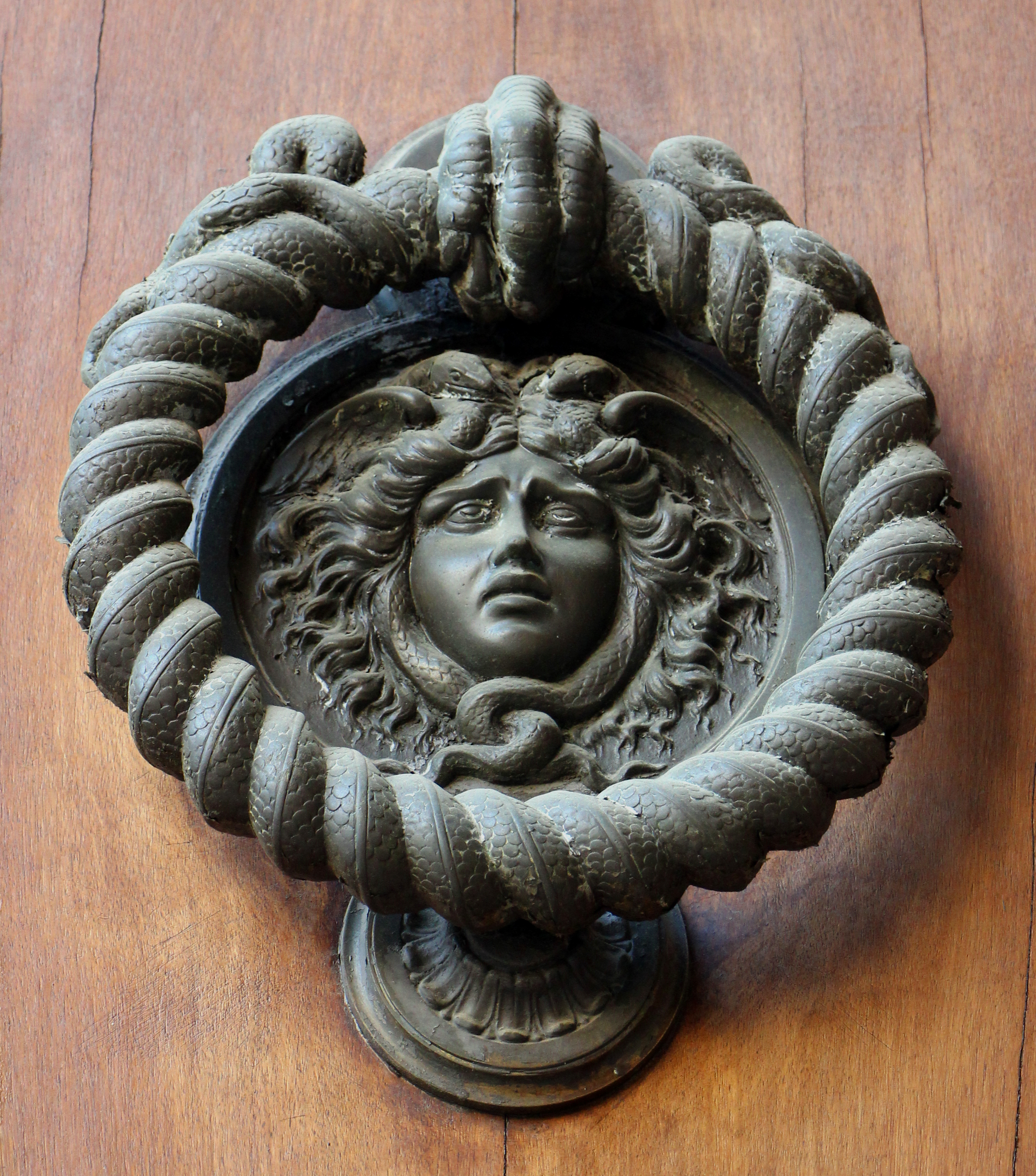
Maniglia con gorgone